# 汪寅人
汪寅人（1914年—1994年），字盈程，男，浙江杭州人，生于上海，中国煤化学家、能源科学家，曾任中国环境科学学会常务理事，第三届全国人大代表，第五、六届全国政协委员。